# 徳田秋声
徳田 秋声（とくだ しゅうせい、旧字体：德田 秋聲、1872年2月1日（明治4年12月23日） - 1943年（昭和18年）11月18日）は、日本の小説家。本名は末雄（すえお）。日本の近代文学を代表する作家の一人である。帝国芸術院会員。
石川県金沢市生まれ。尾崎紅葉門下であったが、現実社会に目を向け『新世帯』『足迹』『黴』『爛』『あらくれ』などを発表。自然主義的技法の完成者であり、静かに現実を見つめ、それを飾り気なく書き込んでいく作風で、島崎藤村、田山花袋と並ぶ大家となった。その後自然主義の衰退と共に行き詰まったが、『仮装人物』などで心境小説に新境地を開拓して復活。絶賛を受けた。その後『縮図』に取り掛かるも、戦時下に権力の干渉に遭って挫折し絶筆となった。

## 経歴

### 生い立ち
1872年2月1日（明治4年12月23日）現在の金沢市横山町に加賀藩家老横山氏の家臣徳田雲平の第6子（3男）として誕生（翌年の誕生日が暦の変更のため来なかったこともあり、生涯誕生日は12月23日、年齢は数え歳で通した）。自伝小説『光を追うて』によれば、雲平は秋声が3番目の妻タケの胎内にあるうちから「産まれ落ちたら知り合ひの農家へくれる約束」をしていたが、生まれた顔を見て思いとどまったという。明治維新後、秩禄公債で苦しい生計を立てていた没落士族の末子として「宿命的に影の薄い生をこの世に享け」た子供であり、4歳で生家を引き払って後は居を転々とし、また病弱であったため小学校へも学齢に1年遅れで入学しなければならなかった。随筆『思い出るまゝ』には、「私は幼い時分から孤独であつた。憂鬱の虫が体中に巣くつてゐた」と記されている。
小学生時代（現在の金沢市立馬場小学校）、一学年下に泉鏡花がいたが、この時点では顔見知り程度であった。1888年（明治21年）第四高等中学校に入学。このころから読書熱が高まり、翌年上級生から小説家になる事を勧められ志す。学科では、英語と漢文が特に他に抜きん出ていた。

### 放浪時代
1891年（明治24年）、父が死去したため、第四高等学校を中途退学。翌1892年（明治25年）、友人の桐生悠々と上京し尾崎紅葉の門を叩くが、玄関番の泉鏡花に不在を告げられて辞去。郵送した原稿は、「柿も青いうちは鴉も突き不申候（まうさずさふらふ）」と書かれた返書を添えて返送された。悠々が復学のため帰郷したのち、秋聲は大阪の長兄を頼るなど各地を転々とし、郡役所の雇員、新聞記者、英語教師などをしながら半放浪的生活を送った。「秋聲（秋声）」の筆名は、自由党機関誌「北陸自由新聞」の編集をしていた頃の1893年（明治26年）10月12日付けの私記「秋聲録」から使い始めた。

### 紅葉門下として
1895年（明治28年）、博文館の編集部に職を得、当時博文館に出入りしていた泉鏡花の勧めで紅葉の門下に入る。1896年（明治29年）、被差別部落出身の父娘に取材した『薮かうじ』を「文芸倶楽部」から発表して「めざまし草」の月評欄に取り上げられ、これが実質的処女作となる。以来、泉鏡花、小栗風葉、柳川春葉とともに紅門の四天王と称され、1900年（明治33年）「讀賣新聞」に連載した『雲のゆくへ』が出世作となる。しかし、硯友社の戯作者的な傾向に沿わない地味で質実な作風であったため、4人の内ではもっとも影の薄い存在であった。

### 自然主義文学の大家へ
1902年（明治35年）7月ごろ、手伝いに来ていた女性の娘である小沢はまと恋愛関係になり、事実上の結婚生活が始まった（入籍は2年後）。1903年（明治36年）には、長男一穂が誕生する。同年尾崎紅葉が死去すると、硯友社もにわかに衰退をきたし、日露戦争後には文学の新気運として自然主義文学が擡頭するなかで、秋声の文学的資質が、新文学の写実的な傾向と相俟って本領を発揮してゆくこととなる。なお、1906年（明治39年）4月末頃、秋声の一家は本郷森川町の住居に転居し、ここが生涯の住処となった。
1908年（明治41年）、以前住まいしていた小石川表町の近所の酒屋をモデルにした中編『新世帯（あらじょたい）』を「国民新聞」10月16日-12月6日に連載し、自然主義への具体的な作風転換の第一作となる。また、1908年（明治41年）刊の短編集『秋聲集』に所収の『発奮』『小軋轢』『犠牲』『絶望』『裏の家』『二老婆』、1909年（明治42年）の短編集『出産』に収められた『北国産』『四十女』『日向ぼっこ』『晩酌』『大祭日』『リボン』及び表題作などの諸作によって短編作家としての実力を示し、自然主義の一角に地歩を占める。野口冨士男が「倒叙」と呼び、松本徹が「錯綜する時間」と評した、時間の巻き戻しの頻繁な秋声独特の文章はこのころから見られるようになる。
1910年（明治43年）には、妻はまをモデルに、信州の田舎から上京した娘がさまざまの成り行きを経て婚家を飛び出すまでをえがいた『足迹（そくせき）』を「讀賣新聞」7月30日-11月18日に連載。1911年（明治44年）には、結婚に至るまでの経過とその後の無気力な生活に材を得た私小説『黴（かび）』を、夏目漱石の推挽により「東京朝日新聞」8月1日-11月3日に連載する。この「二作は秋聲の生涯における傑作であつたのにもかかわらず、その執筆当時においてはさしたる反響をよびおこすに至らなかつた」が、翌1912年（明治45年）1月に『黴』が新潮社より単行本化されると、「早稲田文学」「新潮」誌等が盛んに書評や特集で取り上げ世評が高まり、秋声は初めてといっていいほどの文壇的成功をおさめる。それを追う形で『足迹』も1912年4月の単行本化と共に評価され、この2長編によって、島崎藤村、田山花袋らとともに、自然主義文学の担い手として確固たる地位を築いた。
短編に於いても、『老婆』『娶（よめ）』『指環』（1909年／明治42年）、『死後』『二人』『山の手』『新店』（1910年／明治43年）、『ある夜』『丸薬』『出京』『下宿屋』（1911年／明治44年）、『わき道』『軀（むくろ）』『媾曳（あひびき）』『涙』（1912年／明治45年）など優れた作品を次々と発表し、その冷静な観察とリアリズムは、常凡な庶民の日常を「冷笑もせねばさしたる感激もなく世相の一端を切りとつて、ぢつと腰を据ゑて見」ることによって裸形の真実を示している。生田長江は評論「徳田秋声の小説」において、秋声の自然主義を作者の「本来の性格に深い根差（ねざし）を置いてゐる」として、「生れたる自然派」と評した。
自然主義文学運動が終熄し大正時代に入ってからも、『国民新聞』1913年（大正2年）3月21日-6月5日連載、7月刊の中編『爛（ただれ）』において身請けされた一遊女の愛慾の生活を、1915年（大正4年）の長編『あらくれ』では本能のままに男から男へと渡り歩く勝気な女の半生をえがき、自然主義的作風の絶頂を示した。こうした、市井に生きる庶民の姿を、女性の生き方に焦点をあてて描くいわゆる「流転小説」によって、女性を描くことに長けた作家という評価も生まれた。川端康成は、「秋声の自然主義の道は、明治四十一年、秋声三十七歳の『新世帯』にひらけ、四十三年から大正二年の、『足迹』、『黴』、『爛』で峠に達し、大正四年の『あらくれ』でまた新たな頂を極めたと見られる」と述べている。
一方、1908年（明治41年）の『診察』以来、数多くの私小説の短編を発表しているが、明治40年代から大正年間にかけての短編小説では、客観小説のほうに優れた作品が多いとされる。大正初期の主な短編作品には、『馴染の家』『別室』『衝突』（1912年／大正元年）、『痛み』『足袋の底』『絶縁』（1913年／大正2年）、『わなゝき』『都の女』『密会』（1914年／大正3年）、『女』（1915年／大正4年）などがある。吉田精一は、「『黴』以後『爛』に前後し、『あらくれ』に至る時期の短篇は、彼の短篇作家としての技倆のますます冴えて来たことを語つてゐる」と述べている。なかでも、娼妓に相手にされずその仕返しをする老人をえがいた大正2年の『足袋の底』は、「一つの句でも、真実の命の無い、もしくは意義の籠らぬものが無いとも云へるほど、無駄のない技巧を持」つ完成度を示すものとして第一に指折られる。

### 通俗小説濫作の時代
その後も、『奔流』（1915年 - 1916年／大正5年）、『何処（いづこ）まで』（1920年/大正9年）など「流転小説」の系譜につながる長編小説や『彼女と少年』（1917年／大正6年）、『或売笑婦の話』『蒼白い月』（ともに大正9年）、『復讐』（1921年/大正10年）などの好短編を執筆し、大正9年11月には文壇における多年の功績により田山花袋・徳田秋声誕生五十年記念祝賀会が催された。しかしその一方で、1917年（大正6年）以降多くの通俗小説を書き散らすようになっており、純文学の分野ではやや弛緩した心境小説が目立ち、文学的には中だるみの時期に入ったとも言われる。
もっともこの時期の仕事量を見ると、例えば1921年（大正10年）には長編小説の連載を同時に4本も抱え、一つを終えると間を置かず次の連載依頼が来るといった具合であり、また大正中期から昭和初年にかけて量産した通俗小説のなかには、映画化・劇化されたものも少なからずあり、当時勃興期を迎えた大衆小説の流行作家・人気作家という側面が近年重要視されつつある。
こうした濫作のなかにあっても、大正末期には客観小説の『お品とお島の立場』（1923年、大正12年）『車掌夫婦の死』（1924年/大正13年）、私小説の『花が咲く』『風呂桶』（ともに1924年/大正13年）などの優れた短編を発表し、特に最後の2篇について「主観の窓展くと云ひたいやうな仄明りが射し始めた」と広津和郎が評したような円熟の境地を示している。

### 妻の死と山田順子

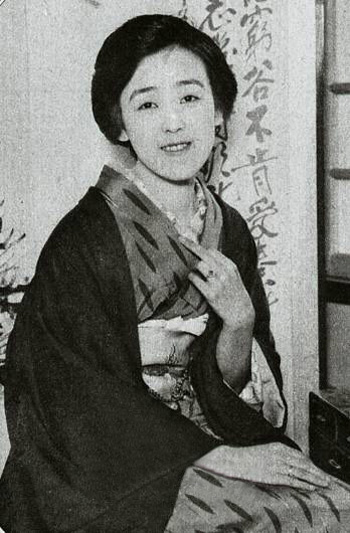
1927年（昭和2年）頃の山田順子

1926年（大正15年）1月2日、妻はまが脳溢血で急死する。その2年前の1924年（大正13年）から秋声に手紙を出して以降時折出入りしていた山田順子は、訃音を聞きつけ秋田県から急ぎ上京し、秋声の愛人として徳田家に入り込みジャーナリズムを賑わしたのみか、秋声は『元の枝へ』などの「順子もの」と呼ばれる短編群で、その情痴のありさまを逐次的に書き続け、世間の好奇の目を集めた。「しかし、派手な話題がつづき、痴態がさらされ、しかも順子への秋声の不当な買いかぶりを眼前にすると、しだいに興ざめし、非難の声も高まっていった」。秋声は当初は歳が離れすぎているため結婚は考えていないと表明していたが、順子が家出をするようになると逆上して脳貧血まで起こすほどとなり、正式結婚まで考えたが、順子は、自らの痔の手術をした医師や、慶大の学生（秋声の長男一穂の友人）らと浮き名を流すなど曲折の末に、勝本清一郎と恋愛に陥り、1927年（昭和2年）秋声との正式結婚の直前に勝本の許へ奔った。その後一時期縒りを戻すが、同年の大晦日、順子は秋声宅から追い出され、翌1928年（昭和3年）1月2日、藤間静枝の仲介により関係に一応の終止符が打たれた。但し、以後もしばらく断続的に関係は続いた。

### 低迷期
それ以後しばらく作家活動は低迷し、プロレタリア文学やモダニズム文学の隆盛も相俟って、1930年（昭和5年）からは殆ど作品発表の場すらない状態が続き、ダンスを習い、ホールに出入りするようになる。
また、この年の5月には危篤状態に陥った田山花袋を見舞い、見送った。
1931年（昭和6年）夏には、小石川白山の芸者小林政子（『縮図』のモデル）を識る。秋声は後年、この低迷期を「芸術の方面でも影が薄くなつてゐた」が「立直しの工作は容易ではなかつた」「彼は彼自身のぼろぼろになつた自然主義から建直さなければならなかつた」と振り返っている。こうした境遇の秋声を励ますため、1932年（昭和7年）5月には室生犀星、中村武羅夫、井伏鱒二、舟橋聖一、尾崎士郎、阿部知二、榊山潤、楢崎勤らが「秋声会」を結成し、同年7月に秋声会機関誌「あらくれ」を創刊、同年秋には島崎藤村の提唱で「徳田秋声後援会」が組織され色紙短冊の義捐を行うなど、手厚い後援が行われた。

### 文学的復活と晩年の円熟
満洲事変（1931年／昭和6年）後、官憲の弾圧などもありプロレタリア文学運動は退潮し、1933年（昭和8年）には「行動」「文藝」「文學界」等の文芸誌が創刊されるなど、文芸復興の声が高まった。こうした機運の後押しもあり、昭和8年、身辺の人たちの死をえがいた『町の踊り場』『和解』『死に親しむ』の3つの短編を発表する。川端康成が文芸時評で『町の踊り場』を「自ら悟りのありがたさが感じられる」「努力よりも怠惰の妙味であらう」「ゆゑ知らず頭の下がる」と賞賛するなど、これらの作品が好評で迎えられたことで、秋声は文学的復活を果たし、以後の充実した創作活動へと結実して行くことになる。
なお『和解』は、秋声宅の敷地内に建築したばかりのフジハウスというアパートで鏡花の実弟の泉斜汀（1880年 - 1933年）が病死したことがきっかけで、かつて長編『黴』の中の尾崎紅葉に関する表現を巡り疎遠になっていた鏡花との間に一応の和解が成立したことを書いた作品である。
その後も、『金庫小話』『一つの好み』『一茎の花』（以上1934年／昭和9年）、『彼女達の身のうへ』『チビの魂』『勲章』（以上1935年／昭和10年）など、晩年の実りを示す好短編を立て続けに発表する。昭和10年には、島崎藤村・正宗白鳥らと共に日本ペンクラブの設立に参加した。1936年（昭和11年）4月、頸動脈中層炎で倒れ一時は生死を危ぶまれるが、7月には健康を回復して執筆を再開。同年、短編集『勲章』が第2回文芸懇話会賞を受賞。
1935年7月から1938年（昭和13年）8月まで「経済往来」に断続的に連載し完結した長編『仮装人物』は、「順子もの」の集大成であり、後期の代表作とされる（第1回菊池寛賞受賞）。1937年（昭和12年）には短編『のらもの』『戦時風景』を発表、同年6月、帝国芸術院会員になる。1938年（昭和13年）1月 - 12月には、自伝的長編『光を追うて』を「婦人之友」に連載する。1941年（昭和16年）1月発表の『喰はれた芸術』が最後の短編小説となった。
1941年（昭和16年）6月、50年にわたる秋声文学の集大成ともいうべき最後の長編『縮図』を「都新聞」に連載。しかし芸者の世界を描いていたために、
情報局から時局柄好ましくないとして発禁処分を受け、
80回で作品を中絶、その後も続きが書かれることなく、未完に終った。1942年（昭和17年）、日本文学報国会小説部会長に就任。
1943年（昭和18年）11月18日、太平洋戦争の敗色が濃くなるなか、肋膜癌により本郷区森川町（現・文京区本郷）の自宅で死去。戒名は徳本院文章秋声居士。

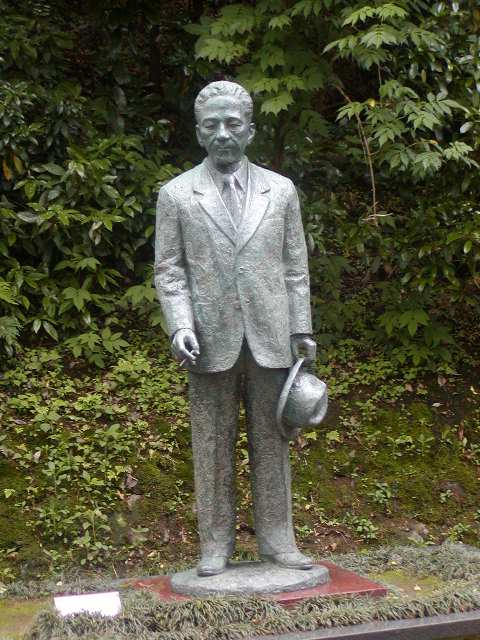
徳田秋声像

## 親族
- 父・徳田雲平（1818-1891）
- 母・タケ（1841-1916） - 父の四番目の妻。『感傷的の事』（「人間」1921年1月）で母との最後の日々を描く。
- 妻・はま（1881-1926） - 1902年7月より、実質的な夫婦関係。1904年3月入籍。
- 長男・一穂（1903-1981） - 作家。内縁の妻・柘植そよは日本橋中州の待合「新布袋」の女主人で、秋声を通じて知り合った。一穂がそよを殴打した話をもとに秋声は『浪の音』（「文芸春秋」1929年5月）を執筆。1937年12月、楢崎勤の紹介で、池尻政子と婚姻。
- 長女・瑞子（1905-1916） - 疫痢にて死去。瑞子の死を『犠牲者』（「中央公論」1916年9月）に描く。
- 次男・襄二（1908-1974） - 1941年10月、松橋リウと婚姻。
- 次女・喜代（1911-2006） - 仏英和高等女学校卒。1936年2月26日、作家の寺崎浩と結婚。二・二六事件当日の挙式であった。
- 三男・三作（1913-1931） - カリエスにて死去。
- 四男・雅彦（1915-2002[42]） - 青山学院英文科卒。文藝春秋社編集者。「文學界」編集長（1940年）、「別冊文藝春秋」編集長（1948年-1952年）、のち常務取締役、専務取締役、取締相談役などを歴任。ペンクラブ会員。「絵画について造詣が深く、（中略）安井曾太郎、杉山寧、髙山辰雄と続いた文藝春秋表紙絵の伝統は徳田によって築かれた[43]」
- 三女・百子（1918-2003） - 戸籍上は「百々子」。白百合高等女学校卒。1943年5月、猪口氏と婚姻。
- 兄弟・佐藤しづ（1843-1901）、徳田直松（1855-1921）、正田順太郎（1859-1936）、太田きん（1863-1932）、依田かをり（1867-1940）、家門フデ（1879-1942）
- 親戚・岡栄一郎（1890-1966） - 劇作家。秋声の長兄直松の妻・小川八重の親戚筋にあたる。
小笹正人（1884-1967） - 映画プロデューサー、実業家。はまの遠縁にあたる。

## 評価
- 夏目漱石は『あらくれ』について、「何処をつかまへても嘘らしくない」「徳田氏の作物を読むと、いつも現実味はこれかと思はせられる」と前置きした上で、「現実其儘を書いて居るが、其裏にフィロソフィがない」と評した[44]。
- 小林秀雄は『仮装人物』について、「この奇妙なる恋愛小説の急所といふ様な部分を、批評家根性を出して見附けようとしてもなかなか見附からない。あらゆる処で、ひようたん鯰である」と評した[45]。
- 川端康成は、1947年（昭和22年）11月、卯辰山上の秋声文学碑除幕式前夜に金沢市で行われた記念講演会で「日本の小説は源氏にはじまって西鶴に飛び、西鶴から秋声に飛ぶ」と述べた[46]。また晩年の1967年（昭和42年）には、「日本の小説は西鶴から鷗外、漱石に飛んだとするよりも、西鶴から秋声に飛んだとする方が、私にはいいやうに思ふ見方である。鷗外、漱石などは未熟の時代の未発達の作家ではなかつたか」と記した[47]。

## 逸話
- 「秋声」という雅号について、「由来といふほどのことはありません、少（わか）い時分に戯れにつけたのが、一度活字になつてから厭だ厭だと思ひ思ひ、それでも戸籍面の名前なんか出すより優（まし）だと思つてゐます」と答えている[48]。
- 秋声は、地方新聞連載の通俗小説や、翻訳・翻案・入門書においては、弟子や他の無名作家の作品を著名作家の筆名で発表する、いわゆる代作の問題を取沙汰されることの多い作家でもある[49]。秋声の代作に関する問題は、近年の研究成果を反映した『徳田秋聲全集』別巻の「月報 徳田秋聲全集座談会」において代作とされた作品の原稿を具体的に調査した報告がなされており、それによれば、人に書かせた原稿をそのまま秋声名で発表した訳ではなく、清書し、かなり手を入れているという[50]。
- 秋声は、関東大震災の直後に短編『フアイヤガン』を発表し、流言蜚語に惑わされて消火器を爆弾と勘違いする博士の姿を諷刺的に描くなど、時流に流されない批判精神も持っていた。広津和郎の「徳田さんの印象」によれば、1934年（昭和9年）に政府が文芸統制のために文壇人を集めた文芸懇話会の第一回会合において、「日本の文学は庶民階級の間から起り、庶民階級の手によつて今日まで発達して来たので、今頃政府から保護されると云はれても何だかをかしなものでその必要もない」と発言し、統制の出鼻を挫いたこともあった[51][52]。
- ヘビースモーカーだったらしく、朝日を4、5箱とチェリー、バットなどの安煙草を2、3箱を1日で吸った。
- 酒は4、5杯で舌と胃が拒絶しあまり飲まなかった様。
- ヨメナのお浸しが好物で、よく八百屋から取り寄せていた[53]。
- 鏡花とは、紅葉没後の身の振り方を巡り、あまり関係はよくなかった。秋声は前述の通り紅葉門下と距離をおき自然主義に接近したのに対し、鏡花は紅葉をほとんど神格化するほど崇拝していたためである。
  - 里見弴の「泉鏡花」[54]によれば、かつて改造社社長・山本実彦から聞いた話として、次のように書かれている。ある時改造社で円本を出すことになり、その打ち合わせのため山本と秋声・鏡花の3人で会談していたところ、秋声がうっかり紅葉のことを「あんなに早く死ななくてもすむのに、あの年で胃ガンなんぞになるなんてのも、甘いものを食いすぎたせいだよ」と言ってしまい、激怒した鏡花に「胴丸火鉢をひとっ飛びに」「膝の上にのっかって」殴られる事態になった。同席していた山本がなんとか仲裁し引き別れさせたが、秋声は帰りの車の中でずっと泣いていたという[55][56]。
  - 里見らが両者の仲を取り持とうと、秋声・鏡花を「九九九会」に招いたことがある。ところが鏡花は、ろくに話もしないうちからやたらと酒ばかり飲んで、酔ったふりをして狸寝入りをしてしまい、昔噺でもしようという気で出てきた秋声もいつの間にか帰ってしまった。それにもかかわらず、その後里見に会った秋声は「この間はあんな具合で君たちの好意を無にしちゃったけど、なんとかもう一度機会をつくってくれないか」と懇願されたという。里見は心を鬼にして、「そんなこと何度やったって絶対に無駄だ、その代わり、どちらが先かしらないけど、いざという時には必ず知らせるから」と言った。しかし鏡花の臨終の際は知らせが間に合わなかったという[57]。

## 主な作品
（丸括弧内は初出誌名と掲載年月）
- 『ふゞき』 （「葦分船」1893年／明治26年1月 - 3月） 筆名、啣月楼主人。中絶[58]。
- 『薮かうじ』 （「文章倶楽部」1896年／明治29年8月）
- 『惰けもの』 （「新小説」1899年／明治32年12月）
- 『雲のゆくへ』 （「読売新聞」1900年／明治33年8月 - 11月）
- 『春光』 （「文芸界」1902年／明治35年8月）
- 『夜航船』 （「新潮」1906年／明治39年9月）
- 『凋落』 （「読売新聞」1907年／明治40年9月 - 1908年／明治41年4月）
- 『二老婆』 （「中央公論」1908年／明治41年8月）
- 『出産』 （「中央公論」1908年／明治41年8月）
- 『北国産』 （「太陽」1908年／明治41年9月）
- 『新世帯』 （「国民新聞」1908年／明治41年10月16日 - 12月6日）
- 『四十女』 （「中央公論」1909年／明治42年1月）
- 『晩酌』 （「趣味」1909年／明治42年1月） 初出時の表題は『おやじ』。
- 『我子の家』 （「中央公論」1909年／明治42年4月） 初出時の表題は『母』。
- 『二十四五』 （「東京毎日新聞」1909年／明治42年11月 - 1910年／明治43年2月）
- 『足迹』 （「読売新聞」1910年／明治43年7月30日 - 11月18日） 初出時の表題は『足跡』。
- 『下宿屋』 （「文章世界」1911年／明治44年7月）
- 『黴』 （「東京朝日新聞」1911年／明治44年8月1日 - 11月3日）
- 『媾曳』 （「新潮」1912年／明治45年5月）
- 『馴染の家』 （「中央公論」1912年／大正元年9月）
- 『痛み』 （「文章世界」1913年／大正2年1月）
- 『爛』 （「国民新聞」1913年／大正2年3月21日 - 6月5日） 初出時の表題は『たゞれ』。
- 『足袋の底』 （「中央公論」1913年／大正2年4月）
- 『あらくれ』 （「読売新聞」1915年／大正4年1月12日 - 7月24日）
- 『奔流』 （「東京朝日新聞」1915年／大正4年9月 - 1916年／大正5年1月）
- 『或売笑婦の話』 （「中央公論」1920年／大正9年4月）
- 『蒼白い月』 （「サンエス」1920年／大正9年7月）
- 『何処まで』 （「時事新報」1920年／大正9年10月 - 1921年／大正10年3月）
- 『感傷的の事』 （「人間」1921年／大正10年1月）
- 『フアイヤガン』 （「中央公論」1923年／大正12年11月）
- 『車掌夫婦の死』 （「中央公論」1924年／大正13年4月）
- 『風呂桶』 （「改造」1924年／大正13年8月）
- 『元の枝へ』 （「改造」1926年／大正15年9月）
- 『町の踊り場』 （「経済往来」1933年／昭和8年3月）
- 『和解』 （「新潮」1933年／昭和8年6月）
- 『死に親しむ』 （「改造」1933年／昭和8年10月）
- 『チビの魂』 （「改造」1935年／昭和10年6月）
- 『仮装人物』 （「経済往来」「日本往来」1935年／昭和10年7月 - 1938年／昭和13年8月）
- 『勲章』 （「中央公論」1935年／昭和10年10月）
- 『光を追うて』 （「婦人之友」1938年／昭和13年1月 - 12月）
- 『縮図』 （「都新聞」1941年／昭和16年6月28日 - 9月15日） 80回で中絶。

### 翻訳
- Rough Living （あらくれ） Richard Torrance Univ. of Hawaii Pr. 2001

## 文献

### 長編小説
- 雲のゆくへ 春陽堂、1901
- 驕慢児 新声社、1902
- 愁芙蓉 誠進堂、1902
- 後の恋 春陽堂、1903
- 過去の罪 金港堂書籍出版、1903
- 軍事小説 出征金港堂書籍、1904
- 地中の美人 青木嵩山堂、1904
- 女教師 春陽堂、1905
- かこひ者 隆文館、1905
- 結婚難 今古堂、1905
- 少華族 春陽堂、1905
- 目なし児 読売新聞日就社、1905
- 病恋愛 隆文館、1905
- 血薔薇 隆文館、1906
- 母の記念 今古堂、1906
- 黄金窟 吾妻書房、1907
- 落し胤 今古堂、1907
- おのが縛 春陽堂、1907
- 女こゝろ 隆文館、1907
- 女の秘密 今古堂、1907
- 奈落 金尾文淵堂、1907
- 熱狂 祐文社、1907
- 母の血 日高有倫堂、1907
- 焔 今古堂、1907
- わかき人 矢嶋誠進堂、1907
- 多数者 今古堂、1908
- 凋落 隆文館、1908
- 新世帯 新潮社、1909
- 濁流 白鳳社、1909
- 多恨 磯部甲陽堂、1909
- 同胞三人 今古堂、1909
- 母と娘 大学館、1909
- 昔の女 今古堂、1909
- 黴 新潮社、1910
- 足迹 新潮社、1910
- めぐりあひ 実業之日本社、1913
- 爛 新潮社、1913
- 哀史 新潮社、1914
- 母の血 河野成光館、1914
- あらくれ 新潮社、1915
- 冤 金風社、1915
- 爛れ 新潮社、1915
- 心と心 朝野書店、1916
- 奔流 新潮社、1916
- 犠牲 平和出版社、1917
- 誘惑 新潮社、1917
- 哀史物語 新潮社、1918
- 地中の美人日吉堂本店、1918
- 秘めたる恋 新潮社、1918
- 女こゝろ 日吉堂本店、1919
- 路傍の花 新潮社、1919
- 妹思ひ 日本評論社出版部、1920
- 結婚まで 新潮社、1920
- 凋落 大文館、1920
- 残りの炎 学芸書院、1920
- あけぼの 文洋社、1921
- 断崖 日本評論社出版部、1921
- 闇の花 日本評論社、1921
- 灰燼 金星堂、1922
- 呪詛 玄文社、1922
- 何処まで 新潮社、1922
- 惑 一書堂書店、1922
- 萌出るもの 近代名著文庫刊行会、1922
- 凋落 榎本書店、1924
- 草は蔓る 文藝日本社、1925
- 叛逆 聚芳閣、1925
- 二つの道 新潮社、1925
- 黴・足迹 新潮社、1926
- 蘇生 新潮社、1926
- 道尽きず 新潮社、1927
- 黄昏の薔薇 中央公論社、1934
- 仮装人物 中央公論社、1938
- 光を追うて 新潮社、1939
- 心の勝利 砂子屋書房、1940
- 土に癒ゆる 櫻井書店、1941
- 結婚まで 東京文化社、1945
- 妹思ひ 東方社、1946
- 灰燼 世界文庫、1946
- 縮図 小山書店、1946
- 秘めたる恋 東方社、1947
- 萌出るもの 風雪社、1947
- 灰燼 東方社、1948
- 仮装人物 養徳社、1948
- 仮装人物 大地書房、1948
- 月光曲 喜久屋書店、1948
- 黄昏の薔薇 東方社、1949
- 病める日輪 東方社、1949
- 灰燼 東方社、1950
- 爛 河出書房、1950
- 妹思ひ 東方社、1954
- 黄昏の薔薇 東方社、1955
- 秘めたる恋 東方社、1955
- あらくれ 新潮社、1957
- 爛 東峰出版、1964
- 縮図 日本近代文学館<復刻>、1969
- あらくれ 日本近代文学館<復刻>、1970
- めぐりあひ ほるぷ出版<復刻>、1974
- 新世帯 黴 福武書店〈文芸選書〉、1983
- 縮図 ほるぷ出版<復刻>、1984

### 中・短編小説集
- 花たば 日高有倫堂、1905（ひとり棲／暗涙／お清／少革命／おぼろ月／コサックの少女／撫子の色／ロッシア人／すきぶすき／一粒種／村の平和／せがれ／召集令／明朝の望）
- 秋聲集 易風社、1908（犠牲／二老婆／発奮／甥／小軋轢／裏の家／罪へ／かくれ家／あの女／診察／夫恋し／背負揚／独り／絶望／倦怠／小問題／老音楽家 ）
- 出産 佐久良書房、1909（出産／数奇／四十女／北国産／晩酌／日向ぼっこ／さびれ／入院の一夜／糟谷氏／大祭日／旧知／リボン／盲人）
- 秋聲叢書 博文館、1909（気まぐれもの／愚物／ひとり棲／濁らぬ水／みち芝／春の月／みだれ心／里の心／藪かうじ／お静／見え坊／老骨／思はぬ罪／通訳官／古巣／学士の恋／狂学士／一念／肖像画／花園／観海寺の五日／危機）
- 我子の家 春陽堂、1909（我子の家／祭り／新店）
- 媾曳 春陽堂、1913（媾曳／痛み／新芽／早寝／別室／ある夜／涙／馴染みの家／山の手／二人／下宿屋／死後）
- 絶縁 春陽堂、1913（絶縁／足袋の底／衝突／呼出し／里の女）
- 四十女 植竹書院、1914（わななき／四十女／手術）
- 密会 鈴木三重吉方、1915（密会／日向ぼっこ／足袋の底）
- 都の女 芳文社、1915（女／都の女／絶縁）
- 彼女と少年 春陽堂、1917（彼女と少年／足袋の底／日向ぼっこ／盗心／南国／花時／里の女／盲人）
- 或売笑婦の話 日本評論社出版部、1920（或売笑婦の話／蒼白い月／一人の処女／或些やかな恥／生活のなかへ／彼女の秘密／葬式の日に／丸薬／指輪／菊見／穴／春から夏へ）
- 離るゝ心 金星堂、1922（離るゝ心／勝敗／復讐）
- 籠の小鳥 文藝日本社、1925（挿話／未解決のまあゝに／初冬の気分／籠の小鳥／感傷的の事／ファイヤ・ガン／恥辱／彼の失策／お品とお島の立場／乾いた唇／花が咲く）
- 恋愛放浪 聚芳閣、1926（恋愛放浪／無駄道／解嘲）
- 過ぎゆく日 改造社、1926（過ぎゆく日／折鞄／質物／二人の病人／子を取りに／元の枝へ／挿話／未解決のまゝに）
- 町の踊り場 改造社、1934（町の踊り場／和解／死に親しむ／金庫小話／白い足袋の思い出／一つの好み／牡蠣雑炊と芋棒／老苦／青い風／浪の音／彷徨へる／目の暈／如何なる文芸院ぞ）
- 勲章 中央公論社、1936（勲章／死に親しむ／部屋、解消／一つの好み／一茎の花／稲妻／霧／旅日記／裸像／和解／金庫小話／町の踊り場／チビの魂／二つの現象／彼女達の身のうへ／目の暈）
- チビの魂 青木書店、1940（のらもの／戦時風景／清算／生きた煩悩／チビの魂／二つの現象／彼女達の身のうへ／芭蕉と歯朶）
- 乾いた唇 明石書房、1940（感傷的の事／きのこ／乾いた唇／黒い幕／宇治の一日／湖のほとり／青い風／蟹／犠牲者／悲しみの後）
- 花が咲く 人文書院、1941（町の踊り場／金庫小話／死に親しむ／暑さに喘ぐ／花が咲く／車掌夫婦の死／彼の失業／リボン／背負傷／四十女）
- 西の旅 豊国社、1941（西の旅／蒼白い月／初冬の気分／チビの魂／或売笑婦の話／復讐／卒業間際／清算／勝敗）
- 一茎の花 有光社、1941（一茎の花／稲妻／風呂桶／妥協／学校を出ない男／最後の別れ／羽織／無駄道）
- 和解 豊国社、1941（和解／賞賛／清算／折鞄／神経衰弱／蒼白い月／チビの魂／初冬の気分／不安のなかに／浴泉記）
- 挿話 櫻井書店、1942（挿話／籠の小鳥／未解決のまま／ファイヤガン／お品とお鳥の立場／恥辱／一つの好み／歯痛／水ぎわの家／老苦）
- 生活のなかへ 報国社、1942（一人の処女／或些やかな恥／生活のなかへ／葬式の日に／丸薬／菊見／穴／春から夏へ）
- 一つの好み 鎌倉文庫、1946（勲章／のらもの／町の踊り場／二つの現象／チビの魂／彼女達の身のうへ／一つの好み／死に親しむ）
- 古里の雪 白山書房、1947（旅日記／町の踊り場／挿話／不安のなかに／籠の小鳥／共鳴／感傷的の事／きのこ／菊見／死後／古里の雪）
- 或売笑婦の話 東峰書房、1947（或売笑婦の話／彼女の秘密／丸薬／或些やかな恥／蒼白い月／生活のなかへ／菊見／指輪）
- 或売笑婦の話 三明文庫、1947（或売笑婦の話／蒼白い月／彼女と少年／或些やかな恥／生活のなかへ／彼女の秘密／菊見）
- 西の旅 桃李書院、1948（西の旅／蒼白い月／初冬の気分／チビの魂／或る売笑婦の話／復讐／卒業間際／清算／勝敗）

### 随筆集
- 思ひ出るまゝ 文学界社、1936
- 灰皿 砂子屋書房、1938
- 老眼鏡 高山書院、1940
- 寒の薔薇 東京出版、1948

### 句集
- 大木志門 編 『徳田秋聲俳句集』（龜鳴屋、2023年）

### 文庫
- あらくれ 春陽堂文庫、1932
- あらくれ 岩波文庫、1937 改版1972
- 足迹 新潮文庫、1938
- 黴 新潮文庫、1938
- 爛 岩波文庫、1940、復刊1993
- 足迹 岩波文庫、1940
- 縮図 新潮文庫、1949
- あらくれ 新潮文庫、1949 のち改版
- 黴 岩波文庫、1949
- 縮図 岩波文庫、1951 改版1971
- 仮装人物 新潮文庫、1952
- 黴 新潮文庫、1952
- 爛 角川文庫、1954
- 或売笑婦の話・蒼白い月 岩波文庫、1955
- 新世帯・足袋の底 他二篇 岩波文庫、1955、復刊1995ほか
- 仮装人物 岩波文庫、1956、復刊1989ほか
- あらくれ 角川文庫、1957
- 爛 新潮文庫、1957
- 仮装人物 講談社文芸文庫、1992
- あらくれ 講談社文芸文庫、2006
- 黴・爛 講談社文芸文庫、2017
- あらくれ・新世帯 岩波文庫、2021

### 全集・主な文学全集
- 『秋聲全集』全14巻別巻1 （非凡閣、1937年）
- 『復刻版 秋聲全集』全18巻 （臨川書店、1974年）
- 『徳田秋聲全集』全42巻別巻1 （八木書店、1997年 - 2006年）
  1. 藪かうじ・尾崎紅葉補作品
  2. 雲のゆくへ・後の恋
  3. 驕慢児・春光
  4. 前夫人・少華族
  5. 夜航船・おのが縛
  6. 奈落・凋落
  7. 出産・新世帯
  8. 我子の家・二十四五
  9. 足迹・黴
  10. 爛・あらくれ
  11. 奔流・彼女と少年
  12. 或売笑婦の話・妹思ひ
  13. 何処まで・離るゝ心
  14. 無駄道・乾いた唇
  15. 風呂桶・元の枝へ
  16. 春来る・暗夜
  17. 町の踊り場・仮装人物
  18. 光を追うて・縮図
  19. 随筆・評論1 明治28年～大正3年
  20. 随筆・評論2 大正4年～大正14年
  21. 随筆・評論3 大正15年～昭和6年
  22. 随筆・評論4 昭和7年～昭和14年
  23. 随筆・評論5 昭和12年～没後 付アンケート
  24. 入門書
  25. 合評・座談会
  26. 翻訳・翻案
  27. 年少者向け作品・俳句
  28. 小説拾遺1
  29. 小説拾遺2
  30. 小説拾遺3
  31. 秘めたる恋・結婚まで
  32. 路傍の花
  33. 闇の花
  34. 断崖
  35. 呪詛・萌出るもの
  36. 誘惑・叛逆
  37. 二つの道・蘇生
  38. 灰燼・草は蔓る
  39. 道は遠し・赤い花
  40. 道尽きず
  41. 黄昏の薔薇・心の勝利
  42. 土に癒ゆる・月光曲・病める日輪

別巻. 日記・補遺・書簡・著作目録・年譜・書誌・二日会記録・作品名索引
- 『日本現代文学全集28 徳田秋声集』（講談社、1963年、増補改訂1980年）
- 『昭和文学全集11 徳田秋声』（角川書店、1957年）
- 『日本の文学9・10 徳田秋声』（中央公論社、1966年）
- 『日本文学全集11 徳田秋声集』（新潮社、1967年）
- 『日本文学全集9 徳田秋声集』（河出書房新社、1967年）
- 『現代日本文学大系15 徳田秋声集』（筑摩書房、1970年）
- 『明治文學全集 68 德田秋聲集』（筑摩書房、1971年、復刊2013年）
- 『日本近代文学大系 21 徳田秋声集』（徳田一穂解説・榎本隆司注釈、角川書店、1973年）
- 『筑摩現代文學大系 10 德田秋聲集』（筑摩書房、1977年）
- 『日本現代文学全集11 徳田秋声集』（講談社、1977年）
- 『新潮日本文学 4 徳田秋声集』（新潮社、1978年）
- 『日本文学全集8 徳田秋声』（集英社、1981年）
- 『明治の文学 第9巻 徳田秋声』（荒川洋治 編、筑摩書房、2002年）

### 伝記・研究

#### 伝記
- 野口冨士男 『德田秋聲傳』（筑摩書房、1965年）
- 福田清人 編・佐々木冬流 『徳田秋声』（「人と作品41」清水書院、1981年）

#### 研究
- 吉田精一 『自然主義の研究』（東京堂（上下）、1955年／1958年）
- 野口冨士男 『德田秋聲ノート 現実密着の深度』（中央大学出版部、1972年）
- 日本文学研究資料刊行会 編 『自然主義文学 国木田独歩・田山花袋・徳田秋声』（「日本文学研究資料叢書」有精堂、1975年）
- 野口冨士男 『德田秋聲の文學』（筑摩書房、1979年）
- 松本徹 『徳田秋聲』（笠間書院、1988年）
- 森英一 『秋声から芙美子へ』 （能登印刷・出版部、1990年）
- 小川武敏 編 『徳田秋声と岩野泡鳴 自然主義の再検討』（「日本文学研究資料新集16」、有精堂、1992年）
- 大杉重男 『小説家の起源 徳田秋聲論』（講談社、2000年）
- 大木志門 『徳田秋聲の昭和 更新される「自然主義」』（立教大学出版会、2016年）
- 紅野謙介・大木志門 編 『徳田秋聲』（「21世紀日本文学ガイドブック6」、ひつじ書房、2017年）
- 松本徹 『徳田秋聲の時代』（鼎書房、2018年）
- 大木志門 『徳田秋聲と「文学」――可能性としての小説家――』（鼎書房、2021年）
- 小林修 『徳田秋聲探究』（文化資源社、2025年）

### 回想録・随筆
- 徳田一穂 『秋聲と東京回顧 森川町界隈』（日本古書通信社、2008年） 秋声の『大学界隈』を併録
- 澤村修治 『徳田秋聲、仮装と成熟』（開港堂、2010年）